# Barbershop
Barbershop – film komediowy produkcji amerykańskiej z 2002 roku w reżyserii Tima Story. Za scenariusz odpowiadały trzy osoby Mark Brown, Marshall Todd i Don D. Scott. W rolach głównych wystąpili Eve, Ice Cube, Anthony Anderson czy Cedric the Entertainer. Zdjęcia odbywały się w miejscowości Chicago, w stanie Illinois. Kontynuacja filmu ukazała się w 2004 roku, pt. Barbershop 2: Z powrotem w interesie.

## Fabuła
Akcja filmu rozgrywa się w południowym Chicago. Główny bohater Calvin (Ice Cube) jest właścicielem zakładu fryzjerskiego, którego odziedziczył po ojcu. Utrzymując własną rodzinę, Palmer z czasem zdaje sobie sprawę, że dalsze utrzymywanie zakładu jest tylko stratą czasu i pieniędzy. Postanawia go sprzedać. Gdy mu się to udaje, po pewnym czasie ma wyrzuty sumienia, gdyż zaczyna zdawać sobie sprawę, że sprzeniewierzył się wizji ojca. Dostrzega, jak wiele znaczył ten zakład dla stałych bywalców i zatrudnionych w nim osób. Postanawia za wszelką cenę odkupić zakład.

## Obsada
Źródło.
- Ice Cube jako Calvin Palmer, Jr.
- Anthony Anderson jako JD
- Cedric the Entertainer jako Eddie
- Keith David jako Lester Wallace
- Michael Ealy jako Ricky Nash
- Sean Patrick Thomas jako Jimmy James
- Eve jako Terri Jones
- Troy Garity jako Isaac Rosenberg
- Leonard Earl Howze jako Dinka
- Jazsmin Lewis jako Jennifer Palmer
- Lahmard Tate jako Billy
- Tom Wright jako detektyw Williams
- Jason George jako Kevin
- DeRay Davis jako Rayford
- Parvesh Cheena jako Samir
- Carl Wright jako Checker Fred
- Kevin Morrow jako Monk
- Norm Van Lier jako Sam
- Jalen Rose jako on sam

## Ścieżka dźwiękowa
Ścieżka dźwiękowa do tego filmu została wydana 27 sierpnia 2002 roku nakładem wytwórni Epic Records. Produkcja zadebiutowała na 29. miejscu notowania Billboard 200 i na 9. pozycji listy Top R&B/Hip-Hop Albums. Płyta była promowana singlem pt. "Stingy", w wykonaniu Ginuwine. Utwór uplasował się na 33. pozycji listy przebojów Billboard Hot 100.